# Вулиця Бережанська (Львів)
Вулиця Бережа́нська — вулиця у Сихівському районі міста Львова, в місцевості Козельники. Пролягає двома паралельними частинами від вулиці Рахівської, які навпроти будинку № 16 об'єднуються та прямує до проспекту Святого Івана Павла II. У цій ділянці вулиці Бережанської прилучаються вулиці Колійна, Гостинна, Рожева, а також з вулицями Ро́жевою та Колодзінського утворює перехрестя. У своїй середній частині має розрив і продовжується вже від вулиці Козловського та закінчується глухим кутом. У цій частині вулиці прилучається вулиця Хуторівка.

## Історія та назва
Вулиця Бережанська була однією з головних вулиць колишнього підміського села Козельники.
Сучасну назву вулиця отримала у 1958 році, на згадку про місто Бережани, що на Тернопільщині.

## Забудова
В межах вулиці частково збереглася одноповерхова садибна забудова 1930-х років, присутня також сучасна малоповерхова та багатоповерхова забудова 2000-х-2010-х років.
№ 35,35а — дерев'яні будинки зі старої забудови Козельників.
№ 54 — житловий комплекс з підземним паркінгом на 33 місця, збудований компанією «Інтеграл-Буд» та введений в експлуатацію у 2016 році. Складається з одного шістнядцятиповерхового будинку на 192 квартири. Завдяки своїй формі, отримав місцеву назву — «Барабан».
Будівельною компанією «Данмарбуд» на вулиці Бережанській планується будівництво котеджного кварталу «Бережанський», розрахований на десять двоповерхових будинків.